# Chris Crowe
Chris Crowe (født 11. juni 1939, død 30. april 2003) var en engelsk fodboldspiller (angriber).
Gennem sin 15 år lange karriere spillede Crowe for Leeds United, Blackburn Rovers, Wolverhampton Wanderers, Nottingham Forest, Bristol City, Walsall og Bath City.
Crowe spillede én kamp for Englands landshold, en EM-kvalifikationskamp mod Frankrig 3. oktober 1962.